# Маркова, Марина Алексеевна
Марина Алексеевна Маркова (род. 27 января 2001, Санкт-Петербург) — российская волейболистка, нападающая-доигровщица.

## Биография
Начала заниматься волейболом в 2015 году в Санкт-Петербургском училище олимпийского резерва № 1 и уже через год была принята в молодёжную команду ВК «Ленинградка», в составе которой выступала на протяжении трёх сезонов. В 2019 году уехала в США, где была принята в Сиракузский университет, за волейбольную команду которого играла в Дивизионе 1 Национальной ассоциации студенческого спорта (англ. National Collegiate Athletic Association, сокр. NCAA). В 2022—2023 выступала за Флоридский университет, в составе которого выиграла чемпионат Юго-Восточной конференции NCAA. Во Флориде сменила игровое амплуа с центрального блокирующего на нападающую-доигровщицу и в этом игровом качестве выступает по настоящее время.
После возвращения из США в 2023 году заключила контракт с турецким ВК «Муратпаша Сигорта» из Антальи, но в феврале 2024 перешла в итальянскую команду серии А1 «Игор Горгондзола» (Новара), с которой стала победителем розыгрыша Кубка вызова ЕКВ. В том же году после кратковременного выступления в Индонезии, где в составе ВК «Джакарта Электрик» выиграла «серебро» национального чемпионата, волейболистка вернулась в Турцию и заключила контракт с ВК «Вакыфбанк».   

### Клубная карьера
- 2016—2019 —  «Ленинградка»-2 (Санкт-Петербург) — молодёжная лига;
- 2019—2022 —  Сиракузский университет (Сиракьюз) — чемпионат NCAA.
- 2022—2023 —  Флоридский университет (Гейнсвилл) — чемпионат NCAA.
- 2023—2024 —  «Муратпаша Сигорта» (Анталья) — Султанлар Лига.
- 2024 —  «Игор Горгондзола» (Новара) — Серия А1.
- 2024 —  «Джакарта Электрик» (Джакарта) — Пролига.
- с 2024 —  «Вакыфбанк» (Стамбул) — Султанлар Лига.

## Достижения
- победитель чемпионата Юго-восточной конференции NCAA (США).
- победитель розыгрыша Кубка вызова ЕКВ 2024.
- серебряный призёр чемпионата Индонезии 2024.
- чемпионка Турции 2025.